# Erik Zöll

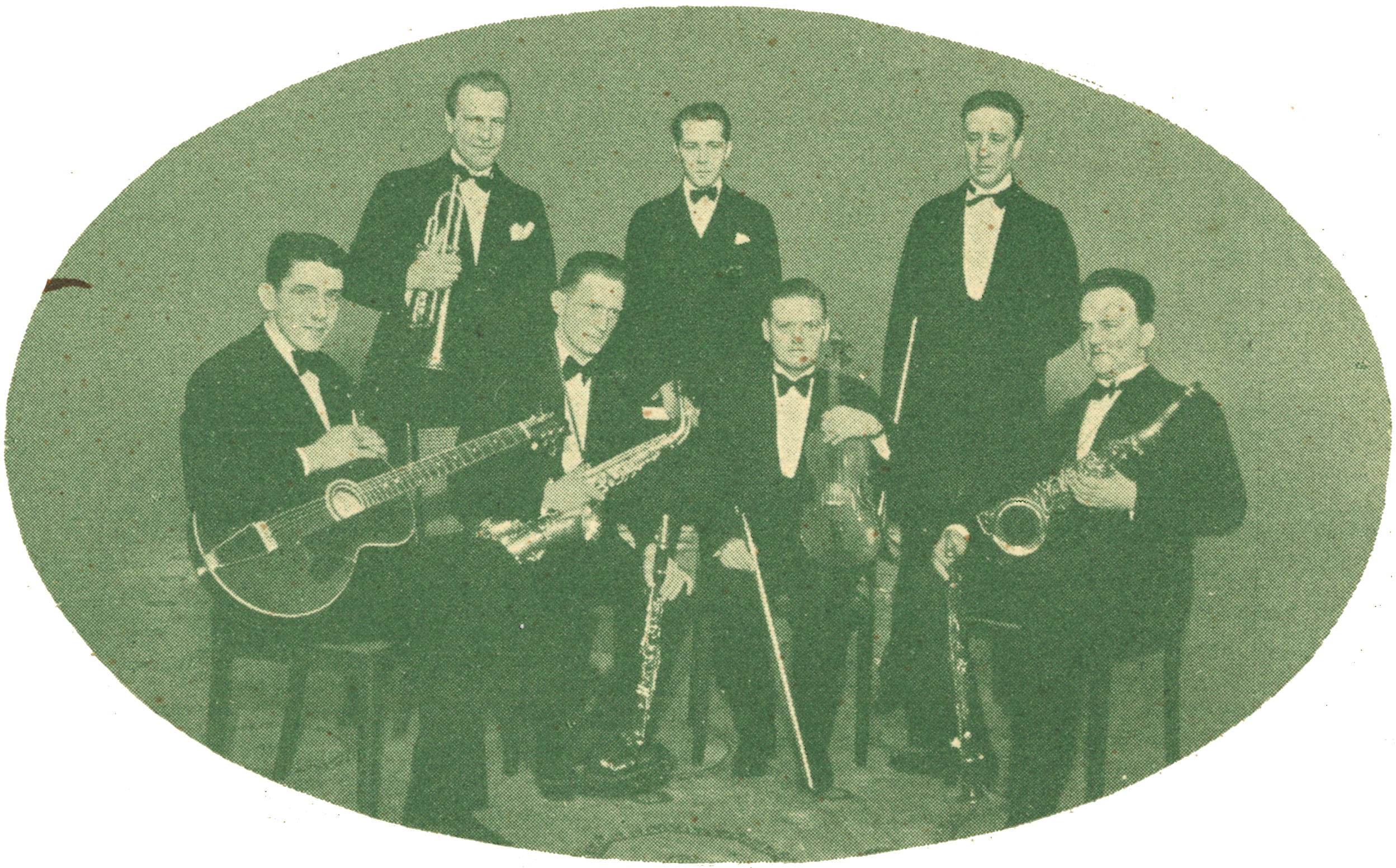
Erik Zöll med sin orkester. Foto från omslaget till en notutgåva av Zölls egen komposition Djursholmsvalsen (1931).

Erik Waldemar Zöll (tilltalsnamnet även stavat Eric), född den 24 december 1904 i Hedvig Eleonora församling i Stockholm, död den 18 april 1964, var en svensk violinist, orkesterledare och kompositör.
Zöll ledde orkestern på Södra Hörnan i Stockholm under mitten av 1920-talet (tillsammans med Sven Rüno; i orkestern ingick bland annat Nisse Lind och Birger Larsson) och spelade med sin "konsertensemble" på Piperska muren. 1926 fick Zöll och hans "jazzband" ett tremånaders utlandsengagemang i Genève och skulle även ha spelat i Paris. Det senare gick dock om intet till följd av en fransk restaurangstrejk. I denna orkester ingick bland annat Ragge Läth (trumpet), Sven Arefeldt (piano) och Gunnar Asp (trummor).
På skiva gjorde Zöll ett antal inspelningar för Odeon omkring 1925 med en trio inkluderande Calle Jularbo. Senare (1928-1929) gjorde han ett större antal sidor för Pathé, bland annat under den exotiserande benämningen "Orkester Enrico Zöll" och som ackompanjatör till sångare som John Wilhelm Hagberg och Herbert Landgren. Eventuellt kan den blivande kapellmästaren Thore Ehrling ha begått sin skivdebut med Zöll på dessa senare inspelningar.
Zölls egna kompositioner inkluderar "Djursholmsvalsen" (utgiven 1931), "Alla tippares vals" (inspelad på skiva 1936), "Vid stranden av la Plata" (inspelad på skiva 1937), "Två bröder från Söder" (inspelad på skiva 1938) och "Sveriges konung 'Mr G' (konungamarschen)" (utgiven 1942).
Senare i livet tycks Zöll ha arbetat som annat än musiker. Vid sin död betecknandes han som "hamnarbetare". Han är begravd på Norra begravningsplatsen i Stockholm.